# Terrændækkende mose
Terrændækkende mose (engelsk: blanket bog), er et tørveområde, der dannes hvor der er et klima med høj nedbør, og et lavt niveau af evapotranspiration (fordampning fra jordoverfladen), hvilket gør det muligt for tørv at udvikle sig ikke kun i våde fordybninger, men over store vidder af bølgende jord. Dækket af jord, med en variabel tørvedybde giver naturtypen dens navn.

## Den nordlige halvkugle
Terrændækkende moser findes i vid udstrækning på hele den nordlige halvkugle - velundersøgte eksempler findes i Irland og Storbritannien, men store områder af den russiske og nordamerikanske tundra kvalificeres også som terrændækkende moser. I Europa er den sydligste kant af området  af dette habitat for nylig blevet kortlagt i Cantabrian-bjergene i det nordlige Spanien. EF-habitatdirektivets bilag I bruger betegnelsen 7130 Terrændækkende moser som er en prioriteret naturtype hvis den er aktiv.

## Den sydlige halvkugle
På den sydlige halvkugle er de mindre veludviklede. Lignende miljøer er rapporteret i Patagonien,  Falklandsøerne og New Zealand.  Terrændækkende moser kendt som 'featherbeds' på den subantarktiske Macquarieøen forekommer på hævede kystterrasser; de kan være op til 5 meter dybe, ryster eller bævrer, når man går på dem og kan være farligt at krydse. Det er tvivlsomt, om den ekstremt forarmede flora i Antarktis er tilstrækkeligt veludviklet til at blive betragtet som terrændækkende moser.
I nogle områder af Europa spores spredningen af terrændækkende moser til forhistoriske kulturers skovrydning. 

## Tørvegravning
I mange områder bruges tørv som fossilt brændsel enten til elproduktion eller fast brændsel til opvarmning. I Irland ejer et statsejet selskab, Bord na Móna, store moseområder og indvinder tørv til elproduktion, men denne tørv kommer hovedsageligt fra højmoserne på de centrale sletter. Bord na Móna plejede at brænde tørv i det tørvefyrede kraftværk ved Bellacorick, men det lukkede i 2007, og området huser nu en stor vindmøllepark.
Nogle terrændækkende moser er nu bevaret af regeringsorganisationer i både Irland og Storbritannien, da dette habitat er truet af omfattende gravning. Eksempler på beskyttede terrændækkende moser omfatter Sliabh Beagh, Bellacorick og Airds Moss.